# Comment devenir riche (grâce à sa grand-mère)
Pour plus de détails, voir Fiche technique et Distribution.
Comment devenir riche (grâce à sa grand-mère) (en thaï : หลานม่า, Lan ma, prononcé : /lǎːn mâː/) est une comédie dramatique thaïlandaise réalisé par Pat Boonnitipat, qui réalise ici son premier film. Le scénario est écrit par Pat et Thodsapon Thiptinnakorn. C'est aussi le premier long-métrage des deux acteurs principaux Putthipong Assaratanakul et Usha Seamkhum.

## Synopsis
Mengju et ses enfants adultes, Sew, Kiang et Soei, célèbrent la fête de Qing Ming avec le fils de Sew, M., un jeune homme ayant arrêté l'université et qui aspire à devenir streameur de jeux vidéo. Elle annonce à sa famille qu'elle souhaite être enterrée dans une grande parcelle du cimetière avec une belle tombe, ce qui coûte des millions. Hospitalisée après une chute, on diagnostique à Mengju un cancer colorectal à un stade avancé. Elle mourra probablement dans l'année et sa famille décide de ne pas lui révéler le diagnostic. Après le décès du riche grand-père paternel de M., la majeure partie de ses biens est léguée à Mui, sa principale aidante, cousine de M. M. se porte alors volontaire pour prendre soin de Mengju, espérant hériter de ses biens.

## Fiche technique
- Titre original : หลานม่า, Lan ma
- Titre français : Comment devenir riche (grâce à sa grand-mère)
- Réalisation : Pat Boonnitipat
- Scénario : Pat Boonitipat, Thodsapon Thiptinnakorn
- Musique : Jaithep Raroengjai
- Décors : Patchara Lertkai
- Costumes : Chayanuch Savekvattana
- Photographie : Boonyanuch Kraithong
- Son : Warat Prasetlap, Jakkapong Sungkhamart
- Montage :  Thammarat Sumethsapachok
- Production : Vanridee Prongsittisak, Jina Maligool
- Société de production : Jor Kwang Films
- Société de distribution : GDH 559
- Budget : 1 000 000 $ US
- Pays de production :  Thaïlande
- Langues originales : thaï, teochew
- Format : couleur, 1,85/1
- Genre : comédie dramatique
- Durée : 125 minutes
- Dates de sortie :
  - Thaïlande : 4 avril 2024
  - France : 16 avril 2025[1]

## Distribution
- Putthipong Assaratanakul : M
- Usha Seamkhum : Mengju, la grand-mère de 79 ans, atteinte d’un cancer en phase terminale
- Sarinrat Thomas : Sew, fille de Mengju et mère de M
- Sanya Kunakorn : Kiang, fils aîné de Mengju
- Pongsatorn Jongwilas : Soei, fils cadet de Mengju
- Tontawan Tantivejakul : Mui, cousine de M
- Duangporn Oapirat : Pinn, femme de Kiang
- Himawari Tajiri : Rainbow, fille Kiang et Pinn, petite-fille de Mengju

## Réception

### Box office
- États-Unis et Canada : 303 772 $
  - Week-end de sortie : 115 457 $ (septembre 2024)
- Monde : 5 265 249 $[2]

### Critiques
Ce film rencontre un grand succès à sa sortie au cinéma en Asie, en Australie, aux Pays-Bas...
Il a été proposé à l'Oscar du meilleur film international 2024,.
En France, les critiques sont très positives. Le Figaro en dit : « Pour son premier long-métrage, le jeune réalisateur Pat Boonnitipat, jusqu’ici plus habitué aux séries télé (Diary of Tootsies, Bad Genius…), peut s’estimer heureux : Comment devenir riche (grâce à sa grand-mère) le pose déjà sur la carte des cinéastes à suivre. Le plus incroyable, c’est que ce film phénomène, dont la popularité a été accentuée par le bouche à oreille et les réseaux sociaux, mérite amplement les louanges qui lui sont attribuées. ». La rubrique cinéma de Le Canard enchaîné souligne le « Succès phénoménale au box-office dans toute l'Asie, mais aussi dans nombre de pays d'Europe, Comment devenir riche (grâce à sa grand-mère) est une magnifique réfexion sur le temps qui passe, le don et la transmission. ».
Sur le site d'Allociné, le film obtient pour les spectateurs une note de 4,1 sur 5.